# Christopher Lennertz
Christopher Joseph Lennertz (Methuen, 2 gennaio 1972) è un compositore statunitense.
Attivo nel cinema, nelle serie TV e nei videogiochi, è maggiormente noto per le colonne sonore di Alvin Superstar, Hop, Think Like a Man e Come ammazzare il capo... e vivere felici. Nel campo dei videogiochi ha composto le musiche di alcuni capitoli della serie Medal of Honor, ideata da Steven Spielberg, e del secondo e terzo capitolo della serie di Mass Effect; nelle serie TV annovera le composizioni di Supernatural e Revolution.

## Biografia
Nato a Methuen (Massachusetts), ha frequentato la Easton Area High School nell'omonima città in Pennsylvania per poi dedicarsi agli studi musicali presso la University of Southern California dove ebbe come docente il premio Oscar Elmer Bernstein.
Lennertz ha scritto le musiche di numerose commedie, tra le quali Come ammazzare il capo... e vivere felici, Io sono tu e Think Like a Man. Ha lavorato inoltre alle composizioni di Hop, Poliziotto in prova, oltre che film drammatici come Adam.
Nella sua carriera ha collaborato con artisti quali Basil Poledouris, Michael Kamen, gli Ozomatli, Dave Grusin, Alan Menken, RZA, Five for Fighting e gli Alien Ant Farm. L'album Street Signs degli Ozomatili, di cui Lennertz curò gli arrangiamenti, vinse un Grammy Award.
Nel 2003 vinse molti premi per la colonna sonora per il video game Medal of Honor: Rising Sun, il primo dei tre capitoli della serie per i quali Lennertz compose le musiche. Nel 2006 fu candidato ad un Emmy Award per la colonna sonora della serie tv Supernatural.

## Colonne sonore

### Cinema
- Soul Plane - Pazzi in aeroplano, regia di Jessy Terrero (2004)
- Il dottor Dolittle 3, regia di Rich Torne (2006)
- The Reef - Amici per le pinne, regia di Howard E. Baker e John Fox (2006)
- Tortilla Heaven, regia di Judy Hecht Dumontet (film indipendente, 2007)
- Il peggior allenatore del mondo (The Comebacks), regia di Tom Brady (2007)
- Un nuovo marito per mamma (The Perfect Holidays), regia di Lance Rivera (2007)
- Alvin Superstar (Alvin and the Chipmunks), regia di Tim Hill (2007)
- 3ciento - Chi l'ha duro... la vince (Meet the Spartans), regia di Jason Friedberg e Aaron Seltzer (2008)
- Disaster Movie, regia di Jason Friedberg e Aaron Seltzer (2008)
- Adam, regia di Max Mayer (2009)
- Open Road - La strada per ricominciare (The Open Road), regia di Michael Meredith (2009)
- The Horde (La Horde), regia di Yannick Dahan e Benjamin Rocher (2009)
- To Save a Life, regia di Brian Baugh (2010)
- Sansone (Marmaduke), regia di Tom Dey (2010)
- Cani & gatti - La vendetta di Kitty (Cats & Dogs: The Revenge of Kitty Galore), regia di Brad Peyton (2010)
- Mordimi (Vampires Suck), regia di Jason Friedberg e Aaron Seltzer (2010)
- Hop, regia di Tim Hill (2011)
- Come ammazzare il capo... e vivere felici (Horrible Bosses), regia di Seth Gordon (2011)
- Think Like a Man, regia di Tim Story (2012)
- Tentazioni (ir)resistibili (Thanks for Sharing), regia di Stuart Blumberg (2012)
- Io sono tu (Identity Thief), regia di Seth Gordon (2013)
- Battle of the Year - La vittoria è in ballo (Battle of the Year), regia di Benson Lee (2013)
- Poliziotto in prova (Ride Along), regia di Tim Story (2014)
- La guerra dei sessi - Think Like a Man Too (Think Like a Man Too), regia di Tim Story (2014)
- Come ammazzare il capo 2 (Horrible Bosses 2), regia di Sean Anders (2014)
- The Wedding Ringer - Un testimone in affitto (The Wedding Ringer), regia di Jeremy Garelick (2015)
- The Boss, regia di Ben Falcone (2016)
- Sausage Party, regia di Greg Tiernan e Conrad Vernon (2016)
- Baywatch, regia di Seth Gordon (2017)
- Shaft, regia di Tim Story (2019)
- Barb & Star Go to Vista Del Mar, regia di Josh Greenbaum (2021)
- Tom & Jerry, regia di Tim Story (2021)
- 13 (13: The Musical), regia di Tamra Davis (2022)
- Il blindato dell'amore (The Pickup), regia di Tim Story (2025)

### Televisione
- Brimstone, serie TV (1999)
- The Strip, serie TV (2000)
- Saint Sinner, film TV, regia di Joshua Butler (2002)
- Supernatural, serie TV (2005 - presente)
- Camp Rock 2: The Final Jam, film Tv, regia di Paul Hoen (2010)
- Lemonade Mouth, film TV, regia di Patricia Riggen (2011)
- Galavant - serie TV (2015 - 2016), assieme ad Alan Menken e Glenn Slater
- Agent Carter, serie TV (2015 - 2016)
- Lost in Space - serie TV, 10 episodi (2018)
- The Boys, serie TV (2019 - in corso)

### Videogiochi
- Medal of Honor: Rising Sun (2003)
- Medal of Honor: Pacific Assault (2004)
- Medal of Honor: European Assault (2005)
- Dalla Russia con amore (2005)
- Gun (2005)
- I Simpson - Il videogioco (2007), assieme ad altri artisti
- Warhawk (2007) assieme a Timothy Michael Wynn
- Quantum of Solace (2008)
- Il padrino II (2009)
- Mass Effect 2: Overlord (2010)
- Mass Effect 2: Lair of the Shadow Broker (2010)
- The Sims 3: Animali & Co. (2011)
- Mass Effect 3 (2012)
- Starhawk (2012)
- Madden NFL 25 (2013)
- Scalebound (2017)